# Tratado de Amparanza
El Tratado de Amparanza (en catalán Tractat d'Emparança) con los araneses, firmado en 1175 por Alfonso II el Casto de Aragón en el desaparecido monasterio de San Andrés de Barravés (Alta Ribagorza), asegura la protección (anexión) del Valle de Arán, que desde el siglo X pertenecía al condado de Cominges.
A cambio de la protección real, los araneses se comprometían a pagar anualmente el Galin Reiau, un tributo de un galin —un recipiente que tiene la medida del grano sembrado en un terreno de 216 metros cuadrados— lleno de trigo por fuego (casa, hogar), y el rey se comprometía a otorgar los diezmos que le correspondían al monasterio de Mijaran.